# ديانا ساندز
ديانا ساندز (بالإنجليزية: Diana Sands)‏ هي ممثلة أمريكية، ولدت في 22 أغسطس 1934 بنيويورك في الولايات المتحدة، وتوفيت بنفس المكان في 21 سبتمبر 1973 بسبب سرطان. من الجوائز التي نالتها جائزة المسرح العالمي سنة 1963.

## جوائز وترشيحات
جوائز
- جائزة المسرح العالمي (1963)

ترشيحات
- جائزة توني لأفضل ممثلة مسرحية [الإنجليزية]‏ (1965)
- جائزة توني لأفضل ممثلة بارزة في مسرحية [الإنجليزية]‏ (1964)

## وصلات خارجية
- ديانا ساندز على موقع IMDb (الإنجليزية)
- ديانا ساندز على موقع الموسوعة البريطانية (الإنجليزية)
- ديانا ساندز على موقع تيرنر كلاسيك موفيز (الإنجليزية)
- ديانا ساندز على موقع قاعدة بيانات برودواي على الإنترنت (الإنجليزية)
- ديانا ساندز على موقع ديسكوغز (الإنجليزية)
- ديانا ساندز على موقع قاعدة بيانات الفيلم (الإنجليزية)